# Hemiceras modesta
Hemiceras modesta är en fjärilsart som beskrevs av Butler 1879. Hemiceras modesta ingår i släktet Hemiceras och familjen tandspinnare. Inga underarter finns listade i Catalogue of Life.